# Irmgard Lukasser
Irmgard Lukasser (ur. 3 lutego 1954 w Assling) – austriacka narciarka alpejska.

## Kariera
W zawodach Pucharu Świata zadebiutowała w sezonie 1971/1972. Pierwsze punkty wywalczyła 7 grudnia 1972 roku w Val d’Isère, gdzie zajęła trzecie miejsce w zjeździe. Tym samym nie tylko zdobyła punkty, ale od razu stanęła na podium. W zawodach tych wyprzedziły ją jedynie rodaczka, Annemarie Moser-Pröll i Francuzka Jacqueline Rouvier. W kolejnych startach jeszcze cztery razy stawała na podium, za każdym razem w zjeździe: 9 stycznia 1973 roku w Pfronten i 7 stycznia 1976 roku w Meiringen była trzecia, a 10 stycznia 1973 roku w Pfronten i 8 stycznia 1976 roku w Meiringen zajmowała drugie miejsce. W sezonie 1972/1973 zajęła 10. miejsce w klasyfikacji generalnej, a w klasyfikacji zjazdu była piąta.
Wystartowała na igrzyskach olimpijskich w Innsbrucku w 1976 roku, gdzie zajęła 12. miejsce w zjeździe i 29. miejsce w gigancie. Zajęła też między innymi dziewiąte miejsce w zjeździe na mistrzostwach świata w Garmisch-Partenkirchen w 1978 roku.

## Osiągnięcia

### Igrzyska olimpijskie
| Miejsce | Dzień     | Rok  | Miejscowość | Konkurencja | Czas biegu | Strata | Zwyciężczyni     |
| ------- | --------- | ---- | ----------- | ----------- | ---------- | ------ | ---------------- |
| 12.     | 8 lutego  | 1976 | Innsbruck   | Zjazd       | 1:46,16    | +3,02  | Rosi Mittermaier |
| 29.     | 13 lutego | 1976 | Innsbruck   | Gigant      | 1:29,13    | +6,25  | Kathy Kreiner    |

### Mistrzostwa świata
| Miejsce | Dzień     | Rok  | Miejscowość            | Konkurencja | Czas biegu | Strata | Zwyciężczyni          |
| ------- | --------- | ---- | ---------------------- | ----------- | ---------- | ------ | --------------------- |
| 14.     | 3 lutego  | 1974 | Sankt Moritz           | Gigant      | 1:43,18    | +2,93  | Fabienne Serrat       |
| DNF     | 7 lutego  | 1974 | Sankt Moritz           | Zjazd       | 1:50,84    | -      | Annemarie Moser-Pröll |
| 13.     | 8 lutego  | 1974 | Sankt Moritz           | Slalom      | 1:34,63    | +4,30  | Hanni Wenzel          |
| 12.     | 8 lutego  | 1976 | Innsbruck              | Zjazd       | 1:46,16    | +3,02  | Rosi Mittermaier      |
| 29.     | 13 lutego | 1976 | Innsbruck              | Gigant      | 1:29,13    | +6,25  | Kathy Kreiner         |
| 9.      | 1 lutego  | 1978 | Garmisch-Partenkirchen | Zjazd       | 1:48,31    | +2,61  | Annemarie Moser-Pröll |

### Puchar Świata

#### Miejsca w klasyfikacji generalnej
- sezon 1972/1973: 10.
- sezon 1973/1974: 11.
- sezon 1974/1975: 20.
- sezon 1976/1977: 12.
- sezon 1977/1978: 16.
- sezon 1978/1979: 46.

#### Miejsca na podium
1. Val d’Isère – 7 grudnia 1972 (zjazd) – 3. miejsce
2. Pfronten – 9 stycznia 1973 (zjazd) – 3. miejsce
3. Pfronten – 10 stycznia 1973 (zjazd) – 2. miejsce
4. Meiringen – 7 stycznia 1976 (zjazd) – 3. miejsce
5. Meiringen – 8 stycznia 1976 (zjazd) – 2. miejsce